# Dreisbach (Ehringshausen)
Dreisbach ist ein Ortsteil von Ehringshausen im mittelhessischen Lahn-Dill-Kreis. Heute hat das Dorf knapp 300 Einwohner auf einer Fläche von 346 ha.

## Geografische Lage
Die Ortschaft liegt im Gladenbacher Bergland, dem östlichen Ausläufer des Westerwaldes, im Tal des Amstelbaches, eines rechten Zuflusses der Lemp. Er mündet etwa einen Kilometer südlich des Ortes in die Lemp. Dreisbach ist der nördlichste Ortsteil der Gemeinde Ehringshausen. Bezogen auf den Lahn-Dill-Kreis befindet er sich annähernd in seiner geographischen Mitte, knapp 15 km nordwestlich der Kreisstadt Wetzlar.

## Geschichte

### Ortsgeschichte
Im Jahr 1299 wird Dreispach erstmals urkundlich durch das Kloster Altenberg erwähnt. Das Dorf war nach Dillheim eingepfarrt und gehört ebenfalls zum dortigen Centgericht. Die Grafen von Solms herrschten über den Ort im Lemptal, das dem Amt Greifenstein zugeordnet war. Mit der Reformation wurde Dreisbach eine Filiale des neuentstandenen Kirchspiels zu Kölschhausen.
Zu Beginn des 19. Jahrhunderts wurde der Ort preußisch und gehörte zur Bürgermeisterei in Aßlar im Landkreis Wetzlar. Als sich 1932 die Amtsbürgermeistereien im Kreis auflösten, wurde Dreisbach zu einer selbstständigen Gemeinde.
Hessische Gebietsreform (1970–1977)
Im Zuge der Gebietsreform in Hessen wurde die bis dahin selbständige Gemeinde Dreisbach auf freiwilliger Basis zum 31. Dezember 1971 nach Ehringshausen eingegliedert. Für Dreisbach wurde wie für alle nach Ehringshausen eingegliederten Gemeinden ein Ortsbezirk eingerichtet. Sitz der Gemeindeverwaltung blieb Ehringshausen.

### Verwaltungsgeschichte im Überblick
Die folgende Liste zeigt die Staaten und Verwaltungseinheiten, denen Dreisbach angehört(e):
- vor 1806: Heiliges Römisches Reich, Fürstentum Solms-Braunfels, Anteil der Grafschaft Solms, Amt Greifenstein
- ab 1806: Herzogtum Nassau,[Anm. 2] Amt Greifenstein[Anm. 3]
- ab 1816: Königreich Preußen,[Anm. 4] Provinz Großherzogtum Niederrhein, Regierungsbezirk Koblenz, Kreis Braunfels[7]
- ab 1822: Königreich Preußen, Rheinprovinz, Regierungsbezirk Koblenz, Kreis Wetzlar[Anm. 5]
- ab 1866: Norddeutscher Bund,[Anm. 6] Königreich Preußen, Rheinprovinz, Regierungsbezirk Koblenz, Kreis Wetzlar
- ab 1871: Deutsches Reich, Königreich Preußen, Rheinprovinz, Regierungsbezirk Koblenz, Kreis Wetzlar
- ab 1918: Deutsches Reich (Weimarer Republik), Freistaat Preußen, Rheinprovinz, Regierungsbezirk Koblenz, Kreis Wetzlar
- ab 1932: Deutsches Reich, Freistaat Preußen, Provinz Hessen-Nassau, Regierungsbezirk Wiesbaden, Kreis Wetzlar
- ab 1944: Deutsches Reich, Freistaat Preußen, Provinz Nassau, Kreis Wetzlar
- ab 1945: Amerikanische Besatzungszone,[Anm. 7] Groß-Hessen, Regierungsbezirk Wiesbaden, Kreis Wetzlar
- ab 1949: Bundesrepublik Deutschland, Land Hessen, Regierungsbezirk Wiesbaden, Kreis Wetzlar
- ab 1968: Bundesrepublik Deutschland, Land Hessen, Regierungsbezirk Darmstadt, Kreis Wetzlar
- ab 1971: Bundesrepublik Deutschland, Land Hessen, Regierungsbezirk Darmstadt, Kreis Wetzlar, Gemeinde Ehringshausen[Anm. 8]
- ab 1977: Bundesrepublik Deutschland, Land Hessen, Regierungsbezirk Darmstadt, Lahn-Dill-Kreis, Gemeinde Ehringshausen
- ab 1981: Bundesrepublik Deutschland, Land Hessen, Regierungsbezirk Gießen, Lahn-Dill-Kreis, Gemeinde Ehringshausen

## Bevölkerung

### Einwohnerstruktur 2011
Nach den Erhebungen des Zensus 2011 lebten am Stichtag, dem 9. Mai 2011, in Dreisbach 276 Einwohner. Darunter waren 3 (1,1 %) Ausländer.
Nach dem Lebensalter waren 36 Einwohner unter 18 Jahren, 111 zwischen 18 und 49, 69 zwischen 50 und 64 und 60 Einwohner waren älter.
Die Einwohner lebten in 117 Haushalten. Davon waren 27 Singlehaushalte, 36 Paare ohne Kinder und 39 Paare mit Kindern, sowie 15 Alleinerziehende und keine Wohngemeinschaften. In 21 Haushalten lebten ausschließlich Senioren und in 72 Haushaltungen lebten keine Senioren.

### Einwohnerentwicklung
| Dreisbach: Einwohnerzahlen von 1834 bis 2017 | Dreisbach: Einwohnerzahlen von 1834 bis 2017 | Dreisbach: Einwohnerzahlen von 1834 bis 2017 | Dreisbach: Einwohnerzahlen von 1834 bis 2017 | Dreisbach: Einwohnerzahlen von 1834 bis 2017 |
| --- | -------------------------------------------- | -------------------------------------------- | -------------------------------------------- | -------------------------------------------- |
| Jahr |                                              |                                              |                                              | Einwohner                                    |
| 1834 | 1834                                         |                                              | 153                                          | 153                                          |
| 1840 | 1840                                         |                                              | 182                                          | 182                                          |
| 1846 | 1846                                         |                                              | 195                                          | 195                                          |
| 1852 | 1852                                         |                                              | 192                                          | 192                                          |
| 1858 | 1858                                         |                                              | 168                                          | 168                                          |
| 1864 | 1864                                         |                                              | 154                                          | 154                                          |
| 1871 | 1871                                         |                                              | 163                                          | 163                                          |
| 1875 | 1875                                         |                                              | 162                                          | 162                                          |
| 1885 | 1885                                         |                                              | 158                                          | 158                                          |
| 1895 | 1895                                         |                                              | 162                                          | 162                                          |
| 1905 | 1905                                         |                                              | 175                                          | 175                                          |
| 1910 | 1910                                         |                                              | 183                                          | 183                                          |
| 1925 | 1925                                         |                                              | 193                                          | 193                                          |
| 1939 | 1939                                         |                                              | 192                                          | 192                                          |
| 1946 | 1946                                         |                                              | 295                                          | 295                                          |
| 1950 | 1950                                         |                                              | 308                                          | 308                                          |
| 1956 | 1956                                         |                                              | 284                                          | 284                                          |
| 1961 | 1961                                         |                                              | 267                                          | 267                                          |
| 1967 | 1967                                         |                                              | 284                                          | 284                                          |
| 1970 | 1970                                         |                                              | 276                                          | 276                                          |
| 1980 | 1980                                         |                                              | ?                                            | ?                                            |
| 1990 | 1990                                         |                                              | ?                                            | ?                                            |
| 2000 | 2000                                         |                                              | ?                                            | ?                                            |
| 2011 | 2011                                         |                                              | 276                                          | 276                                          |
| 2014 | 2014                                         |                                              | 287                                          | 287                                          |
| 2017 | 2017                                         |                                              | 280                                          | 280                                          |
| Datenquelle: Historisches Gemeindeverzeichnis für Hessen: Die Bevölkerung der Gemeinden 1834 bis 1967. Wiesbaden: Hessisches Statistisches Landesamt, 1968. Weitere Quellen: bis 1970; Zensus 2011; Gemeinde Ehringshausen |                                              |                                              |                                              |                                              |

### Religionszugehörigkeit
| • 1834: | 153 evangelische Einwohner                                        |
| • 1961: | 249 evangelische (= 93,26 %), 18 katholische (= 6,74 %) Einwohner |

## Politik
Für Dreisbach besteht ein Ortsbezirk (Gebiete der ehemaligen Gemeinde Dreisbach) mit Ortsbeirat und Ortsvorsteher nach der Hessischen Gemeindeordnung.
Der Ortsbeirat besteht aus fünf Mitgliedern. Bei den Kommunalwahlen in Hessen 2021 betrug die Wahlbeteiligung zum Ortsbeirat 61,33 %. Dabei wurden gewählt: ein Mitglied der CDU und vier Mitglieder der „Dreisbacher Bürgerliste“ (DBL). Der Ortsbeirat wählte Peter Wille (DBL) zum Ortsvorsteher.

## Kulturdenkmäler
siehe Liste der Kulturdenkmäler in Dreisbach

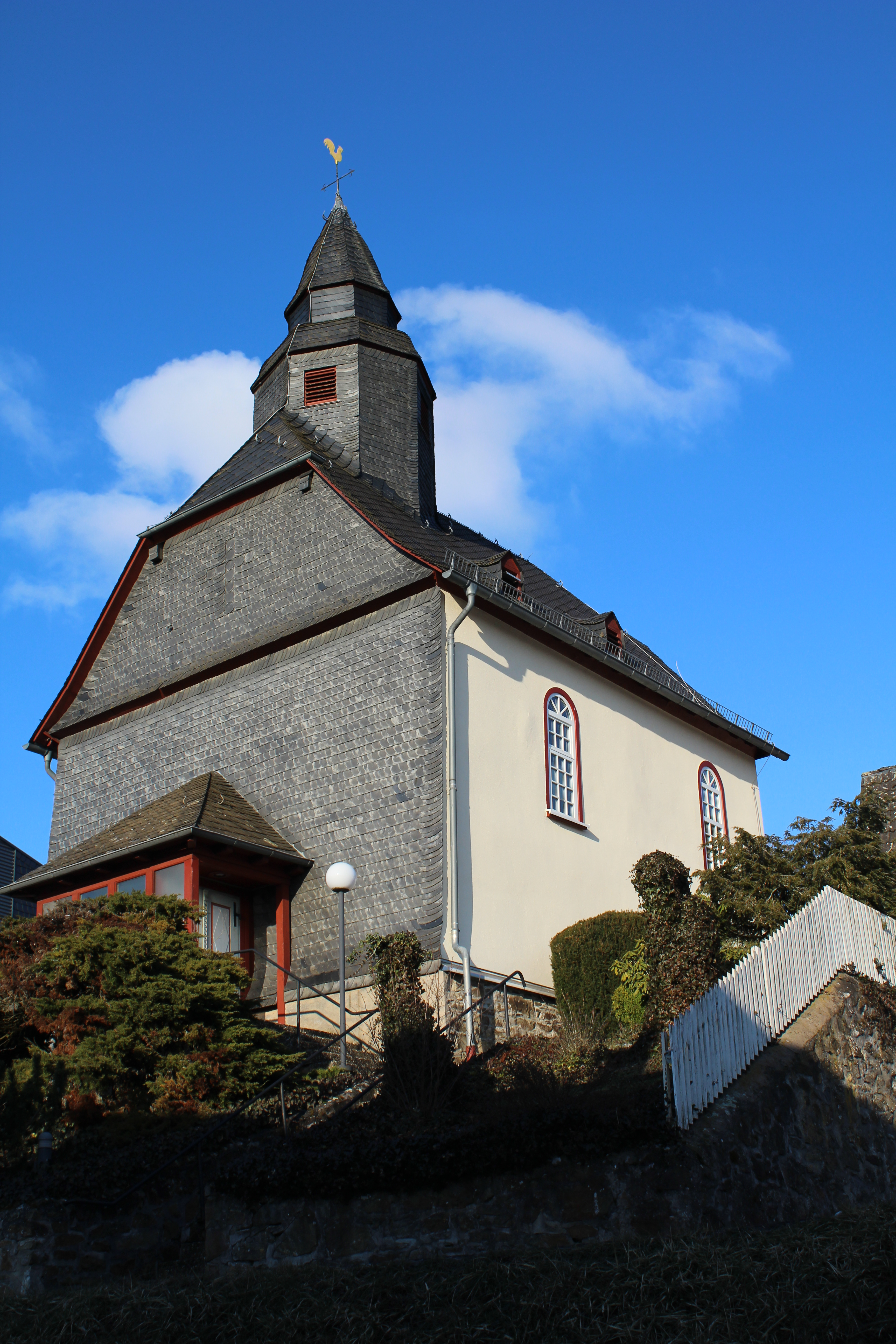
Evangelische Kirche
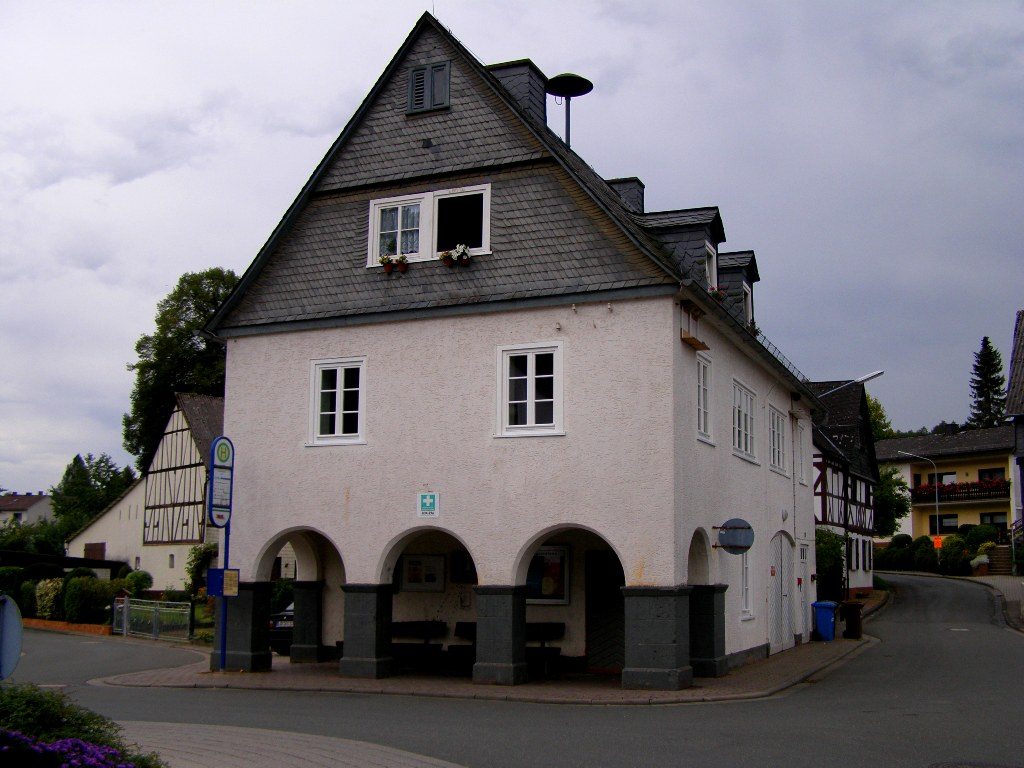
Ehemaliges Gemeinde- und Backhaus
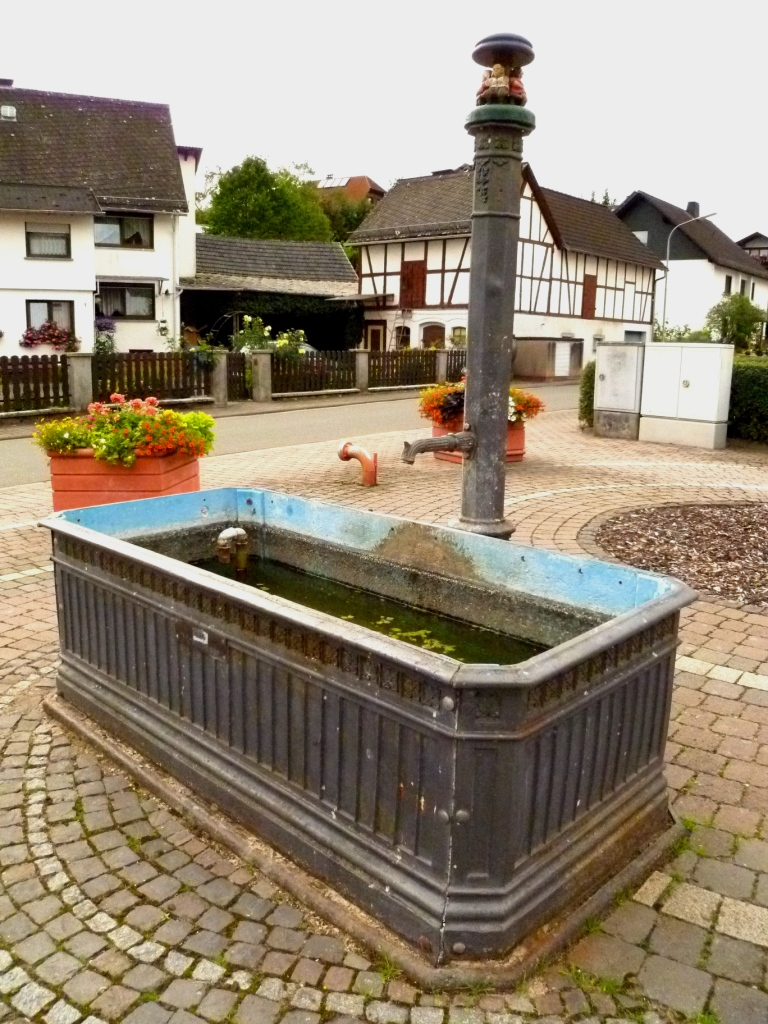
Laufbrunnen